# Résultats détaillés des élections générales québécoises de 2012
Pour un article plus général, voir Élections générales québécoises de 2012.
Cet article présente les résultats détaillés de l'élection générale québécoise de 2012 par région administrative. Cette élection a permis de former un gouvernement minoritaire du Parti québécois lors de la 40e législature du Québec.

## Résultats globaux
| Partis | Partis                       | Chef                           | Candidats | Sièges | Sièges | Voix      | Voix   | Voix  |
| Partis | Partis                       | Chef                           | Candidats | 2008   | Élus   | Nb        | %      | +/-   |
| --- | ---------------------------- | ------------------------------ | --------- | ------ | ------ | --------- | ------ | ----- |
| | Parti québécois              | Pauline Marois                 | 125       | 51     | 54     | 1 393 703 | 31,9 % | -3,2  |
| | Libéral                      | Jean Charest                   | 125       | 66     | 50     | 1 360 968 | 31,2 % | -10,9 |
| | Coalition avenir             | François Legault               | 125       | 0      | 19     | 1 180 235 | 27,1 % | -     |
| | Québec solidaire             | Françoise David et Amir Khadir | 124       | 1      | 2      | 263 111   | 6 %    | +2,3  |
| | Option nationale             | Jean-Martin Aussant            | 120       | 0      | -      | 82 539    | 1,9 %  | -     |
| | Vert                         | Claude Sabourin                | 66        | -      | -      | 43 394    | 1 %    | -1,1  |
| | Conservateur                 | Luc Harvey                     | 27        | -      | -      | 7 654     | 0,2 %  | -     |
| | Coalition constituante       | Marc Fafard                    | 29        | -      | -      | 5 197     | 0,1 %  | -     |
| | Parti nul                    | Renaud Blais                   | 10        | -      | -      | 2 743     | 0,1 %  | -     |
| | Équipe autonomiste           | Guy Boivin                     | 17        | -      | -      | 2 182     | 0,1 %  | -     |
| | Union citoyenne              | Alexis St-Gelais               | 20        | -      | -      | 2 089     | 0 %    | -     |
| | Classe moyenne               | Jean Lavoie                    | 7         | -      | -      | 2 053     | 0 %    | -     |
| | Marxiste-léniniste           | Pierre Chénier                 | 25        | -      | -      | 1 969     | 0 %    | -0    |
| | Parti indépendantiste (2008) | Michel Lepage                  | 10        | -      | -      | 1 244     | 0 %    | -0,1  |
| | Unité nationale              | Paul Biron                     | 12        | -      | -      | 1 227     | 0 %    | -     |
| | Bloc pot                     | Hugô St-Onge                   | 2         | -      | -      | 420       | 0 %    | -     |
| | Révolution démocratique      | Robert Genesse                 | 1         | -      | -      | 256       | 0 %    | -     |
| | Parti équitable              | Yvan Rodrigue                  | 1         | -      | -      | 126       | 0 %    | -     |
| | Indépendant                  | Indépendant                    | 46        | -      | -      | 11 578    | 0,3 %  | +0,1  |
| | Action démocratique          |                                | 0         | 7      | -      | 0         | 0 %    | -     |
| Total | Total                        | Total                          | 892       | 125    | 125    | 4 362 688 | 100 %  |       |
| Le taux de participation lors de l'élection était de 74,6 % et 53 749 bulletins ont été rejetés. Il y avait 5 919 778 personnes inscrites sur la liste électorale pour l'élection. |                              |                                |           |        |        |           |        |       |

## Résultats régionaux

### Abitibi-Témiscamingue(3 sièges)
| Circonscriptions            | Député sortant | Député sortant   | Député gagnant   | Député gagnant     |
| --------------------------- | -------------- | ---------------- | ---------------- | ------------------ |
| Abitibi-Est                 |                | Pierre Corbeil   |                  | Élizabeth Larouche |
| Abitibi-Ouest               |                | François Gendron | François Gendron | François Gendron   |
| Rouyn-Noranda–Témiscamingue |                | Daniel Bernard ‡ |                  | Gilles Chapadeau   |

| Partis | Partis                  | Votes  | %     | +/-  | Sièges | +/-           |
| ------ | ----------------------- | ------ | ----- | ---- | ------ | ------------- |
|        | Parti québécois         | 31 578 | 41,79 | 2,4  | 3      | 2             |
|        | Parti libéral du Québec | 20 035 | 26,51 | 12,9 | 0      | 2             |
|        | Coalition avenir Québec | 15 958 | 21,12 | Nv.  | 0      | -             |
|        | Québec solidaire        | 5 248  | 6,94  | 4,0  | 0      | en stagnation |
|        | Option nationale        | 1 983  | 2,62  | Nv.  | 0      | -             |
|        | Autres                  | 767    | 1,01  | -    | 0      | -             |
| Total  | Total                   | 75 569 | 100   | -    | 3      | en stagnation |

### Bas-Saint-Laurent(3 sièges)
| Circonscriptions            | Député sortant        | Député sortant               | Député gagnant  | Député gagnant  |
| --------------------------- | --------------------- | ---------------------------- | --------------- | --------------- |
| Matane-Matapédia            | Nouv. circonscription | Nouv. circonscription        |                 | Pascal Bérubé   |
| Rimouski                    |                       | Irvin Pelletier              | Irvin Pelletier | Irvin Pelletier |
| Rivière-du-Loup–Témiscouata |                       | Jean D'Amour Rivière-du-Loup |                 |                 |

| Partis | Partis                        | Votes   | %     | +/- | Sièges | +/-           |
| ------ | ----------------------------- | ------- | ----- | --- | ------ | ------------- |
|        | Parti québécois               | 48 617  | 47,05 | 9,2 | 2      | 1             |
|        | Parti libéral du Québec       | 28 838  | 27,90 | 8,8 | 1      | en stagnation |
|        | Coalition avenir Québec       | 17 965  | 17,38 | Nv. | 0      | -             |
|        | Québec solidaire              | 4 755   | 4,60  | 2,0 | 0      | en stagnation |
|        | Option nationale              | 1 760   | 1,70  | Nv. | 0      | -             |
|        | Autres                        | 1 422   | 1,38  | -   | 0      | -             |
|        | Action démocratique du Québec |         |       |     |        | 1             |
| Total  | Total                         | 103 357 | 100   | -   | 3      | 2             |

### Capitale-Nationale(11 sièges)
| Circonscriptions           | Député sortant | Député sortant            | Député gagnant            | Député gagnant            |
| -------------------------- | -------------- | ------------------------- | ------------------------- | ------------------------- |
| Charlesbourg               |                | Michel Pigeon             |                           | Denise Trudel             |
| Charlevoix–Côte-de-Beaupré |                | Pauline Marois Charlevoix | Pauline Marois Charlevoix | Pauline Marois Charlevoix |
| Chauveau                   |                | Gérard Deltell            | Gérard Deltell            | Gérard Deltell            |
| Jean-Lesage                |                | André Drolet              | André Drolet              | André Drolet              |
| Jean-Talon                 |                | Yves Bolduc               | Yves Bolduc               | Yves Bolduc               |
| La Peltrie                 |                | Éric Caire                | Éric Caire                | Éric Caire                |
| Louis-Hébert               |                | Sam Hamad                 | Sam Hamad                 | Sam Hamad                 |
| Montmorency                |                | Raymond Bernier           |                           | Michelyne C. St-Laurent   |
| Portneuf                   |                | Michel Matte              |                           | Jacques Marcotte          |
| Taschereau                 |                | Agnès Maltais             | Agnès Maltais             | Agnès Maltais             |
| Vanier-Les Rivières        |                | Patrick Huot Vanier       |                           | Sylvain Lévesque          |

| Partis | Partis                  | Votes   | %     | +/- | Sièges | +/-           |
| ------ | ----------------------- | ------- | ----- | --- | ------ | ------------- |
|        | Coalition avenir Québec | 152 440 | 35,69 | Nv. | 6      | 6             |
|        | Parti libéral du Québec | 134 427 | 31,48 | 8,0 | 3      | 4             |
|        | Parti québécois         | 101 388 | 23,74 | 4,3 | 2      | en stagnation |
|        | Québec solidaire        | 19 702  | 4,61  | 1,2 | 0      | en stagnation |
|        | Option nationale        | 11 129  | 2,61  | Nv. | 0      | -             |
|        | Autres                  | 7 987   | 1,87  | -   | 0      | -             |
| Total  | Total                   | 427 073 | 100   | -   | 11     | en stagnation |

|                                                                                               | Nom                     | Parti              | Nombre de voix | %      | Maj.  |
| --------------------------------------------------------------------------------------------- | ----------------------- | ------------------ | -------------- | ------ | ----- |
|                                                                                               | Denise Trudel           | Coalition avenir   | 15 288         | 36,9 % | 1 131 |
|                                                                                               | Michel Pigeon (sortant) | Libéral            | 14 157         | 34,2 % | -     |
|                                                                                               | Christophe Fortier Guay | Parti québécois    | 8 760          | 21,1 % | -     |
|                                                                                               | Marie Céline Domingue   | Québec solidaire   | 1 612          | 3,9 %  | -     |
|                                                                                               | Guillaume Cyr           | Option nationale   | 780            | 1,9 %  | -     |
|                                                                                               | Jérôme Paquin           | Parti nul          | 335            | 0,8 %  | -     |
|                                                                                               | Alain Pérusse           | Indépendant        | 232            | 0,6 %  | -     |
|                                                                                               | Daniel Lachance         | Unité nationale    | 112            | 0,3 %  | -     |
|                                                                                               | Yves Marier             | Équipe autonomiste | 103            | 0,2 %  | -     |
|                                                                                               | Pierre Chénier          | Marxiste-léniniste | 53             | 0,1 %  | -     |
| Total                                                                                         | Total                   | Total              | 41 432         | 100 %  |       |
| Le taux de participation lors de l'élection était de 79,9 % et 509 bulletins ont été rejetés. |                         |                    |                |        |       |

|                                                                                               | Nom                 | Parti                  | Nombre de voix | %      | Maj.  |
| --------------------------------------------------------------------------------------------- | ------------------- | ---------------------- | -------------- | ------ | ----- |
|                                                                                               | Sam Hamad (sortant) | Libéral                | 14 601         | 38,5 % | 2 088 |
|                                                                                               | Michel Hamel        | Coalition avenir       | 12 513         | 33 %   | -     |
|                                                                                               | Rosette Côté        | Parti québécois        | 8 090          | 21,3 % | -     |
|                                                                                               | Guillaume Boivin    | Québec solidaire       | 1 359          | 3,6 %  | -     |
|                                                                                               | Sol Zanetti         | Option nationale       | 704            | 1,9 %  | -     |
|                                                                                               | Julie Lachance      | Parti nul              | 226            | 0,6 %  | -     |
|                                                                                               | Guillaume Dion      | Coalition constituante | 209            | 0,6 %  | -     |
|                                                                                               | Véronique Durand    | Conservateur           | 147            | 0,4 %  | -     |
|                                                                                               | Hugues Fortin       | Équipe autonomiste     | 70             | 0,2 %  | -     |
|                                                                                               | Maxime Guérin       | Union citoyenne        | 48             | 0,1 %  | -     |
| Total                                                                                         | Total               | Total                  | 37 967         | 100 %  |       |
| Le taux de participation lors de l'élection était de 86,5 % et 320 bulletins ont été rejetés. |                     |                        |                |        |       |

|                                                                                               | Nom                     | Parti                  | Nombre de voix | %      | Maj.  |
| --------------------------------------------------------------------------------------------- | ----------------------- | ---------------------- | -------------- | ------ | ----- |
|                                                                                               | Agnès Maltais (sortant) | Parti québécois        | 13 894         | 37,1 % | 4 227 |
|                                                                                               | Clément Gignac          | Libéral                | 9 667          | 25,8 % | -     |
|                                                                                               | Mario Asselin           | Coalition avenir       | 6 286          | 16,8 % | -     |
|                                                                                               | Serge Roy               | Québec solidaire       | 4 349          | 11,6 % | -     |
|                                                                                               | Catherine Dorion        | Option nationale       | 2 762          | 7,4 %  | -     |
|                                                                                               | Jean-Luc Savard         | Parti nul              | 360            | 1 %    | -     |
|                                                                                               | François Tremblay       | Coalition constituante | 110            | 0,3 %  | -     |
|                                                                                               | Guy Boivin              | Équipe autonomiste     | 72             | 0,2 %  | -     |
| Total                                                                                         | Total                   | Total                  | 37 500         | 100 %  |       |
| Le taux de participation lors de l'élection était de 76,8 % et 422 bulletins ont été rejetés. |                         |                        |                |        |       |

### Centre-du-Québec(3 sièges)
| Circonscriptions     | Député sortant        | Député sortant                      | Député gagnant | Député gagnant         |
| -------------------- | --------------------- | ----------------------------------- | -------------- | ---------------------- |
| Arthabaska           |                       | Claude Bachand                      |                | Sylvie Roy             |
| Drummond–Bois-Francs | Nouv. circonscription | Nouv. circonscription               |                | Sébastien Schneeberger |
| Nicolet-Bécancour    |                       | Jean-Martin Aussant Nicolet-Yamaska |                | Donald Martel          |

| Partis | Partis                  | Votes   | %     | +/-  | Sièges | +/-           |
| ------ | ----------------------- | ------- | ----- | ---- | ------ | ------------- |
|        | Coalition avenir Québec | 42 640  | 38,00 | Nv.  | 3      | 3             |
|        | Parti libéral du Québec | 28 693  | 25,57 | 11,1 | 0      | 1             |
|        | Parti québécois         | 26 009  | 23,18 | 9,2  | 0      | 2             |
|        | Option nationale        | 9 338   | 8,32  | Nv.  | 0      | -             |
|        | Québec solidaire        | 3 382   | 3,01  | 0,3  | 0      | en stagnation |
|        | Autres                  | 2 139   | 1,91  | -    | 0      | -             |
| Total  | Total                   | 112 201 | 100   | -    | 3      | en stagnation |

### Chaudière-Appalaches(7 sièges)
| Circonscriptions       | Député sortant        | Député sortant                  | Député gagnant                  | Député gagnant                  |
| ---------------------- | --------------------- | ------------------------------- | ------------------------------- | ------------------------------- |
| Beauce-Nord            |                       | Janvier Grondin ‡               |                                 | André Spénard                   |
| Beauce-Sud             |                       | Robert Dutil                    | Robert Dutil                    | Robert Dutil                    |
| Bellechasse            |                       | Dominique Vien                  | Dominique Vien                  | Dominique Vien                  |
| Chutes-de-la-Chaudière |                       | Marc Picard                     | Marc Picard                     | Marc Picard                     |
| Côte-du-Sud            |                       | Norbert Morin Montmagny-L'Islet | Norbert Morin Montmagny-L'Islet | Norbert Morin Montmagny-L'Islet |
| Lévis                  |                       | Gilles Lehouillier              |                                 | Christian Dubé                  |
| Lotbinière-Frontenac   | Nouv. circonscription | Nouv. circonscription           |                                 | Laurent Lessard                 |

| Partis | Partis                  | Votes   | %     | +/- | Sièges | +/-           |
| ------ | ----------------------- | ------- | ----- | --- | ------ | ------------- |
|        | Coalition avenir Québec | 106 959 | 41,57 | Nv. | 4      | 1             |
|        | Parti libéral du Québec | 89 219  | 34,67 | 6,9 | 3      | 1             |
|        | Parti québécois         | 45 082  | 17,52 | 0,1 | 0      | en stagnation |
|        | Québec solidaire        | 9 182   | 3,57  | 1,2 | 0      | en stagnation |
|        | Option nationale        | 2 045   | 0,79  | Nv. | 0      | -             |
|        | Autres                  | 4 836   | 1,88  | -   | 0      | -             |
| Total  | Total                   | 257 323 | 100   | -   | 7      | 1             |

### Côte-Nord(2 sièges)
| Circonscriptions | Député sortant et gagnant | Député sortant et gagnant |                  |
| ---------------- | ------------------------- | ------------------------- | ---------------- |
| René-Lévesque    |                           | Marjolain Dufour          | Marjolain Dufour |
| Duplessis        |                           | Lorraine Richard          | Lorraine Richard |

| Partis | Partis                  | Votes  | %     | +/- | Sièges | +/-           |
| ------ | ----------------------- | ------ | ----- | --- | ------ | ------------- |
|        | Parti québécois         | 26 027 | 56,30 | 0,9 | 2      | en stagnation |
|        | Parti libéral du Québec | 10 302 | 22,29 | 8,1 | 0      | en stagnation |
|        | Coalition avenir Québec | 6 337  | 13,71 | Nv. | 0      | -             |
|        | Québec solidaire        | 1 924  | 4,16  | 1,5 | 0      | en stagnation |
|        | Option nationale        | 1 110  | 2,40  | Nv. | 0      | -             |
|        | Autres                  | 526    | 1,14  | -   | 0      | -             |
| Total  | Total                   | 46 226 | 100   | -   | 2      | en stagnation |

### Estrie(5 sièges)
| Circonscriptions | Député sortant | Député sortant                      | Député gagnant | Député gagnant   |
| ---------------- | -------------- | ----------------------------------- | -------------- | ---------------- |
| Mégantic         |                | Johanne Gonthier ‡ Mégantic-Compton |                | Ghislain Bolduc  |
| Orford           |                | Pierre Reid                         | Pierre Reid    | Pierre Reid      |
| Richmond         |                | Yvon Vallières ‡                    |                | Karine Vallières |
| Saint-François   |                | Monique Gagnon-Tremblay ‡           |                | Réjean Hébert    |
| Sherbrooke       |                | Jean Charest                        |                | Serge Cardin     |

| Partis | Partis                  | Votes   | %     | +/-  | Sièges | +/-           |
| ------ | ----------------------- | ------- | ----- | ---- | ------ | ------------- |
|        | Parti libéral du Québec | 65 861  | 35,70 | 10,4 | 3      | 2             |
|        | Parti québécois         | 65 312  | 35,40 | 1,1  | 2      | 2             |
|        | Coalition avenir Québec | 36 633  | 19,86 | Nv.  | 0      | -             |
|        | Québec solidaire        | 9 765   | 5,29  | 1,3  | 0      | en stagnation |
|        | Option nationale        | 3 640   | 1,97  | Nv.  | 0      | -             |
|        | Autres                  | 3 270   | 1,77  | -    | 0      | -             |
| Total  | Total                   | 184 481 | 100   | -    | 5      | en stagnation |

|                                                                                               | Nom                      | Parti                  | Nombre de voix | %      | Maj. |
| --------------------------------------------------------------------------------------------- | ------------------------ | ---------------------- | -------------- | ------ | ---- |
|                                                                                               | Pierre Paradis (sortant) | Libéral                | 14 154         | 33,1 % | 328  |
|                                                                                               | Benoit Legault           | Coalition avenir       | 13 826         | 32,3 % | -    |
|                                                                                               | Richard Leclerc          | Parti québécois        | 10 809         | 25,3 % | -    |
|                                                                                               | Benoit Van Caloen        | Québec solidaire       | 1 970          | 4,6 %  | -    |
|                                                                                               | Louise Martineau         | Vert                   | 719            | 1,7 %  | -    |
|                                                                                               | Patrick Melchior         | Option nationale       | 546            | 1,3 %  | -    |
|                                                                                               | Jacques Pipon            | Conservateur           | 255            | 0,6 %  | -    |
|                                                                                               | Dominique Favreau        | Coalition constituante | 230            | 0,5 %  | -    |
|                                                                                               | Jean-Pierre Dufault      | Indépendant            | 142            | 0,3 %  | -    |
|                                                                                               | Gilles Alarie            | Indépendant            | 134            | 0,3 %  | -    |
| Total                                                                                         | Total                    | Total                  | 42 785         | 100 %  |      |
| Le taux de participation lors de l'élection était de 78,1 % et 432 bulletins ont été rejetés. |                          |                        |                |        |      |

### Gaspésie–Îles-de-la-Madeleine(3 sièges)
| Circonscriptions     | Député sortant | Député sortant    | Député gagnant | Député gagnant   |
| -------------------- | -------------- | ----------------- | -------------- | ---------------- |
| Bonaventure          |                | Damien Arsenault  |                | Sylvain Roy      |
| Gaspé                |                | Georges Mamelonet |                | Gaétan Lelièvre  |
| Îles-de-la-Madeleine |                | Germain Chevarie  |                | Jeannine Richard |

| Partis | Partis                  | Votes  | %     | +/-  | Sièges | +/-           |
| ------ | ----------------------- | ------ | ----- | ---- | ------ | ------------- |
|        | Parti québécois         | 27 938 | 51,65 | 15,5 | 3      | 3             |
|        | Parti libéral du Québec | 17 762 | 32,84 | 25,6 | 0      | 3             |
|        | Coalition avenir Québec | 5 144  | 9,51  | Nv.  | 0      | -             |
|        | Québec solidaire        | 2 460  | 4,55  | 2,6  | 0      | en stagnation |
|        | Option nationale        | 790    | 1,46  | Nv.  | 0      | -             |
| Total  | Total                   | 54 094 | 100   | -    | 3      | en stagnation |

### Lanaudière(7 sièges)
| Circonscriptions | Député sortant        | Député sortant        | Député gagnant   | Député gagnant   |
| ---------------- | --------------------- | --------------------- | ---------------- | ---------------- |
| Berthier         |                       | André Villeneuve      | André Villeneuve | André Villeneuve |
| Joliette         |                       | Véronique Hivon       | Véronique Hivon  | Véronique Hivon  |
| L'Assomption     |                       | Scott McKay           |                  | François Legault |
| Masson           |                       | Guillaume Tremblay ‡  |                  | Diane Hamelin    |
| Repentigny       | Nouv. circonscription | Nouv. circonscription |                  | Scott McKay      |
| Rousseau         |                       | Nicolas Marceau       | Nicolas Marceau  | Nicolas Marceau  |
| Terrebonne       |                       | Mathieu Traversy      | Mathieu Traversy | Mathieu Traversy |

| Partis | Partis                  | Votes   | %     | +/-  | Sièges | +/-           |
| ------ | ----------------------- | ------- | ----- | ---- | ------ | ------------- |
|        | Parti québécois         | 127 509 | 43,79 | 3,4  | 6      | en stagnation |
|        | Coalition avenir Québec | 105 243 | 36,15 | Nv.  | 1      | 1             |
|        | Parti libéral du Québec | 37 500  | 12,88 | 13,7 | 0      | en stagnation |
|        | Québec solidaire        | 12 401  | 4,26  | 1,3  | 0      | en stagnation |
|        | Option nationale        | 4 478   | 1,54  | Nv.  | 0      | -             |
|        | Autres                  | 4 029   | 1,38  | -    | 0      | -             |
| Total  | Total                   | 291 160 | 100   | -    | 7      | 1             |

### Laurentides(10 sièges)
| Circonscriptions | Député sortant | Député sortant        | Député gagnant   | Député gagnant     |
| ---------------- | -------------- | --------------------- | ---------------- | ------------------ |
| Argenteuil       |                | Roland Richer         | Roland Richer    | Roland Richer      |
| Bertrand         |                | Claude Cousineau      | Claude Cousineau | Claude Cousineau   |
| Blainville       |                | Daniel Ratthé         | Daniel Ratthé    | Daniel Ratthé      |
| Deux-Montagnes   |                | Benoit Charette       |                  | Daniel Goyer       |
| Groulx           |                | René Gauvreau ‡       |                  | Hélène Daneault    |
| Labelle          |                | Sylvain Pagé          | Sylvain Pagé     | Sylvain Pagé       |
| Mirabel          |                | Denise Beaudoin       | Denise Beaudoin  | Denise Beaudoin    |
| Saint-Jérôme     |                | Gilles Robert Prévost |                  | Jacques Duchesneau |

| Partis | Partis                  | Votes   | %     | +/-  | Sièges | +/-           |
| ------ | ----------------------- | ------- | ----- | ---- | ------ | ------------- |
|        | Parti québécois         | 128 634 | 39,84 | 3,9  | 5      | 2             |
|        | Coalition avenir Québec | 112 098 | 34,72 | Nv.  | 3      | 3             |
|        | Parti libéral du Québec | 56 503  | 17,50 | 15,5 | 0      | 1             |
|        | Québec solidaire        | 15 003  | 4,65  | 2,1  | 0      | en stagnation |
|        | Option nationale        | 5 348   | 1,66  | Nv.  | 0      | -             |
|        | Autres                  | 5 287   | 1,64  | -    | 0      | -             |
| Total  | Total                   | 322 873 | 100   | -    | 8      | en stagnation |

### Laval(6 sièges)
| Circonscriptions  | Député sortant        | Député sortant        | Député gagnant       | Député gagnant       |
| ----------------- | --------------------- | --------------------- | -------------------- | -------------------- |
| Chomedey          |                       | Guy Ouellette         | Guy Ouellette        | Guy Ouellette        |
| Fabre             |                       | Michelle Courchesne ‡ |                      | Gilles Ouimet        |
| Laval-des-Rapides |                       | Alain Paquet          |                      | Léo Bureau-Blouin    |
| Mille-Îles        |                       | Francine Charbonneau  | Francine Charbonneau | Francine Charbonneau |
| Sainte-Rose       | Nouv. circonscription | Nouv. circonscription |                      | Suzanne Proulx       |
| Vimont            |                       | Vincent Auclair ‡     |                      | Jean Rousselle       |

| Partis | Partis                  | Votes   | %     | +/-  | Sièges | +/-           |
| ------ | ----------------------- | ------- | ----- | ---- | ------ | ------------- |
|        | Parti libéral du Québec | 83 743  | 38,42 | 11,0 | 4      | 1             |
|        | Parti québécois         | 65 419  | 30,01 | 4,3  | 2      | 2             |
|        | Coalition avenir Québec | 53 205  | 24,40 | Nv.  | 0      | -             |
|        | Québec solidaire        | 8 838   | 4,05  | 1,0  | 0      | en stagnation |
|        | Option nationale        | 3 129   | 1,44  | Nv.  | 0      | -             |
|        | Autres                  | 3 659   | 1,68  |      | 0      |               |
| Total  | Total                   | 217 993 | 100   | -    | 6      | 1             |

### Mauricie(4 sièges)
| Circonscriptions | Député sortant | Député sortant    | Député gagnant    | Député gagnant    |
| ---------------- | -------------- | ----------------- | ----------------- | ----------------- |
| Champlain        |                | Noëlla Champagne  | Noëlla Champagne  | Noëlla Champagne  |
| Laviolette       |                | Julie Boulet      | Julie Boulet      | Julie Boulet      |
| Maskinongé       |                | Jean-Paul Diamond | Jean-Paul Diamond | Jean-Paul Diamond |
| Saint-Maurice    |                | Claude Pinard ‡   |                   | Luc Trudel        |
| Trois-Rivières   |                | Danielle St-Amand | Danielle St-Amand | Danielle St-Amand |

| Partis | Partis                  | Votes   | %     | +/-  | Sièges | +/-           |
| ------ | ----------------------- | ------- | ----- | ---- | ------ | ------------- |
|        | Parti québécois         | 51 948  | 33,06 | 3,3  | 2      | en stagnation |
|        | Parti libéral du Québec | 49 180  | 31,30 | 10,6 | 3      | en stagnation |
|        | Coalition avenir Québec | 43 006  | 27,37 | Nv.  | 0      | -             |
|        | Québec solidaire        | 6 691   | 4,26  | 1,9  | 0      | en stagnation |
|        | Option nationale        | 4 000   | 2,55  | Nv.  | 0      | -             |
|        | Autres                  | 2 308   | 1,47  | -    | 0      | -             |
| Total  | Total                   | 157 133 | 100   | -    | 5      | en stagnation |

### Montérégie(23 sièges)
| Circonscriptions | Député sortant        | Député sortant                        | Député gagnant              | Député gagnant              |
| ---------------- | --------------------- | ------------------------------------- | --------------------------- | --------------------------- |
| Beauharnois      |                       | Guy Leclair                           | Guy Leclair                 | Guy Leclair                 |
| Borduas          |                       | Pierre Curzi ‡                        |                             | Pierre Duchesne             |
| Brome-Missisquoi |                       | Pierre Paradis                        | Pierre Paradis              | Pierre Paradis              |
| Chambly          |                       | Bertrand St-Arnaud                    | Bertrand St-Arnaud          | Bertrand St-Arnaud          |
| Châteauguay      |                       | Pierre Moreau                         | Pierre Moreau               | Pierre Moreau               |
| Granby           |                       | François Bonnardel Shefford           | François Bonnardel Shefford | François Bonnardel Shefford |
| Huntingdon       |                       | Stéphane Billette                     | Stéphane Billette           | Stéphane Billette           |
| Iberville        |                       | Marie Bouillé                         | Marie Bouillé               | Marie Bouillé               |
| Johnson          |                       | Étienne-Alexis Boucher                |                             | Yves-François Blanchet      |
| La Pinière       |                       | Fatima Houda-Pepin                    | Fatima Houda-Pepin          | Fatima Houda-Pepin          |
| Laporte          |                       | Nicole Ménard                         | Nicole Ménard               | Nicole Ménard               |
| La Prairie       |                       | François Rebello                      |                             | Stéphane Le Bouyonnec       |
| Marie-Victorin   |                       | Bernard Drainville                    | Bernard Drainville          | Bernard Drainville          |
| Montarville      |                       | Monique Richard Marguerite-D'Youville |                             | Nathalie Roy                |
| Richelieu        |                       | Sylvain Simard ‡                      |                             | Élaine Zakaïb               |
| Saint-Hyacinthe  |                       | Émilien Pelletier                     | Émilien Pelletier           | Émilien Pelletier           |
| Saint-Jean       |                       | Dave Turcotte                         | Dave Turcotte               | Dave Turcotte               |
| Sanguinet        | Nouv. circonscription | Nouv. circonscription                 |                             | Alain Therrien              |
| Soulanges        |                       | Lucie Charlebois                      | Lucie Charlebois            | Lucie Charlebois            |
| Taillon          |                       | Marie Malavoy                         | Marie Malavoy               | Marie Malavoy               |
| Vachon           |                       | Martine Ouellet                       | Martine Ouellet             | Martine Ouellet             |
| Vaudreuil        |                       | Yvon Marcoux                          | Yvon Marcoux                | Yvon Marcoux                |
| Verchères        |                       | Stéphane Bergeron                     | Stéphane Bergeron           | Stéphane Bergeron           |

| Partis | Partis                  | Votes   | %     | +/-  | Sièges | +/-           |
| ------ | ----------------------- | ------- | ----- | ---- | ------ | ------------- |
|        | Parti québécois         | 312 030 | 35,31 | 4,1  | 13     | 1             |
|        | Coalition avenir Québec | 272 932 | 30,89 | Nv.  | 3      | 3             |
|        | Parti libéral du Québec | 224 004 | 25,35 | 13,0 | 7      | en stagnation |
|        | Québec solidaire        | 41 763  | 4,73  | 1,9  | 0      | en stagnation |
|        | Option nationale        | 15 208  | 1,72  | Nv.  | 0      | -             |
|        | Autres                  | 17 669  | 2,00  | -    | 0      | -             |
| Total  | Total                   | 883 606 | 100   | -    | 23     | 1             |

|                                                                                               | Nom                     | Parti            | Nombre de voix | %      | Maj.  |
| --------------------------------------------------------------------------------------------- | ----------------------- | ---------------- | -------------- | ------ | ----- |
|                                                                                               | Pierre Moreau (sortant) | Libéral          | 13 819         | 37,7 % | 2 300 |
|                                                                                               | Maryse Perreault        | Parti québécois  | 11 519         | 31,4 % | -     |
|                                                                                               | Denis Leftakis          | Coalition avenir | 8 734          | 23,8 % | -     |
|                                                                                               | Xavier P.-Laberge       | Québec solidaire | 1 220          | 3,3 %  | -     |
|                                                                                               | Denis Côté              | Vert             | 684            | 1,9 %  | -     |
|                                                                                               | Nicolas Dionne          | Option nationale | 396            | 1,1 %  | -     |
|                                                                                               | Jean-Paul Pellerin      | Conservateur     | 259            | 0,7 %  | -     |
| Total                                                                                         | Total                   | Total            | 36 631         | 100 %  |       |
| Le taux de participation lors de l'élection était de 75,3 % et 513 bulletins ont été rejetés. |                         |                  |                |        |       |

|                                                                                               | Nom                          | Parti                  | Nombre de voix | %      | Maj.   |
| --------------------------------------------------------------------------------------------- | ---------------------------- | ---------------------- | -------------- | ------ | ------ |
|                                                                                               | François Bonnardel (sortant) | Coalition avenir       | 19 517         | 52,1 % | 11 015 |
|                                                                                               | Luc Perron                   | Parti québécois        | 8 502          | 22,7 % | -      |
|                                                                                               | Guy Gaudord                  | Libéral                | 6 051          | 16,2 % | -      |
|                                                                                               | Éric Bédard                  | Québec solidaire       | 2 121          | 5,7 %  | -      |
|                                                                                               | Jocelyn Beaudoin             | Option nationale       | 477            | 1,3 %  | -      |
|                                                                                               | Stéphane Gagné               | Conservateur           | 368            | 1 %    | -      |
|                                                                                               | Stéphane Deschamps           | Parti nul              | 261            | 0,7 %  | -      |
|                                                                                               | Francine St-Onge             | Coalition constituante | 135            | 0,4 %  | -      |
| Total                                                                                         | Total                        | Total                  | 37 432         | 100 %  |        |
| Le taux de participation lors de l'élection était de 76,1 % et 471 bulletins ont été rejetés. |                              |                        |                |        |        |

### Montréal(27 sièges)
| Circonscriptions           | Député sortant | Député sortant         | Député gagnant         | Député gagnant         |
| -------------------------- | -------------- | ---------------------- | ---------------------- | ---------------------- |
| Est                        |                |                        |                        |                        |
| Anjou–Louis-Riel           |                | Lise Thériault         | Lise Thériault         | Lise Thériault         |
| Bourassa-Sauvé             |                | Line Beauchamp ‡       |                        | Rita de Santis         |
| Bourget                    |                | Maka Kotto             | Maka Kotto             | Maka Kotto             |
| Crémazie                   |                | Lisette Lapointe ‡     |                        | Diane De Courcy        |
| Gouin                      |                | Nicolas Girard         |                        | Françoise David        |
| Hochelaga-Maisonneuve      |                | Carole Poirier         | Carole Poirier         | Carole Poirier         |
| Jeanne-Mance–Viger         |                | Filomena Rotiroti      | Filomena Rotiroti      | Filomena Rotiroti      |
| LaFontaine                 |                | Marc Tanguay           | Marc Tanguay           | Marc Tanguay           |
| Laurier-Dorion             |                | Gerry Sklavounos       | Gerry Sklavounos       | Gerry Sklavounos       |
| Mercier                    |                | Amir Khadir            | Amir Khadir            | Amir Khadir            |
| Pointe-aux-Trembles        |                | Nicole Léger           | Nicole Léger           | Nicole Léger           |
| Rosemont                   |                | Louise Beaudoin ‡      |                        | Jean-François Lisée    |
| Sainte-Marie–Saint-Jacques |                | Martin Lemay ‡         |                        | Daniel Breton          |
| Viau                       |                | Emmanuel Dubourg       | Emmanuel Dubourg       | Emmanuel Dubourg       |
| Ouest                      |                |                        |                        |                        |
| Acadie                     |                | Christine St-Pierre    | Christine St-Pierre    | Christine St-Pierre    |
| D'Arcy-McGee               |                | Lawrence Bergman       | Lawrence Bergman       | Lawrence Bergman       |
| Jacques-Cartier            |                | Geoffrey Kelley        | Geoffrey Kelley        | Geoffrey Kelley        |
| Marguerite-Bourgeoys       |                | Clément Gignac         |                        | Robert Poëti           |
| Marquette                  |                | François Ouimet        | François Ouimet        | François Ouimet        |
| Mont-Royal                 |                | Pierre Arcand          | Pierre Arcand          | Pierre Arcand          |
| Nelligan                   |                | Yolande James          | Yolande James          | Yolande James          |
| Outremont                  |                | Raymond Bachand        | Raymond Bachand        | Raymond Bachand        |
| Notre-Dame-de-Grâce        |                | Kathleen Weil          | Kathleen Weil          | Kathleen Weil          |
| Robert-Baldwin             |                | Pierre Marsan          | Pierre Marsan          | Pierre Marsan          |
| Saint-Henri–Sainte-Anne    |                | Marguerite Blais       | Marguerite Blais       | Marguerite Blais       |
| Saint-Laurent              |                | Jean-Marc Fournier     | Jean-Marc Fournier     | Jean-Marc Fournier     |
| Verdun                     |                | Henri-François Gautrin | Henri-François Gautrin | Henri-François Gautrin |
| Westmount–Saint-Louis      |                | Jacques Chagnon        | Jacques Chagnon        | Jacques Chagnon        |

| Partis | Partis                  | Votes   | %     | +/-  | Sièges | +/-           |
| ------ | ----------------------- | ------- | ----- | ---- | ------ | ------------- |
|        | Parti québécois         | 144 609 | 32,84 | 6,2  | 6      | 1             |
|        | Parti libéral du Québec | 132 580 | 30,11 | 10,4 | 6      | en stagnation |
|        | Québec solidaire        | 77 346  | 17,57 | 7,0  | 2      | 1             |
|        | Coalition avenir Québec | 68 511  | 15,56 | Nv.  | 0      | -             |
|        | Option nationale        | 9 041   | 2,05  | Nv.  | 0      | -             |
|        | Autres                  | 8 212   | 1,87  | -    | 0      | -             |
| Total  | Total                   | 440 299 | 100   | -    | 14     | en stagnation |

| Partis | Partis                  | Votes   | %     | +/- | Sièges | +/-           |
| ------ | ----------------------- | ------- | ----- | --- | ------ | ------------- |
|        | Parti libéral du Québec | 263 382 | 59,65 | 7,7 | 14     | en stagnation |
|        | Coalition avenir Québec | 67 638  | 15,32 | Nv. | 0      | -             |
|        | Parti québécois         | 65 828  | 14,91 | 3,7 | 0      | en stagnation |
|        | Québec solidaire        | 27 960  | 6,33  | 2,7 | 0      | en stagnation |
|        | Parti vert du Québec    | 9 293   | 2,10  | 0,9 | 0      | en stagnation |
|        | Option nationale        | 5 125   | 1,16  | Nv. | 0      | -             |
|        | Autres                  | 2 298   | 0,52  | -   | 0      | -             |
| Total  | Total                   | 441 524 | 100   | -   | 14     | en stagnation |

### Nord-du-Québec(1 siège)
| Circonscriptions | Député sortant et gagnant | Député sortant et gagnant |
| ---------------- | ------------------------- | ------------------------- |
| Ungava           |                           | Luc Ferland               |

### Outaouais(5 sièges)
| Circonscriptions | Député sortant | Député sortant     | Député gagnant     | Député gagnant     |
| ---------------- | -------------- | ------------------ | ------------------ | ------------------ |
| Chapleau         |                | Marc Carrière      | Marc Carrière      | Marc Carrière      |
| Gatineau         |                | Stéphanie Vallée   | Stéphanie Vallée   | Stéphanie Vallée   |
| Hull             |                | Maryse Gaudreault  | Maryse Gaudreault  | Maryse Gaudreault  |
| Papineau         |                | Norman MacMillan ‡ |                    | Alexandre Iracà    |
| Pontiac          |                | Charlotte L'Écuyer | Charlotte L'Écuyer | Charlotte L'Écuyer |

| Partis | Partis                  | Votes   | %     | +/-  | Sièges | +/-           |
| ------ | ----------------------- | ------- | ----- | ---- | ------ | ------------- |
|        | Parti libéral du Québec | 74 803  | 43,29 | 12,9 | 5      | en stagnation |
|        | Parti québécois         | 47 599  | 27,55 | 0,6  | 0      | en stagnation |
|        | Coalition avenir Québec | 34 072  | 19,72 | Nv.  | 0      | -             |
|        | Québec solidaire        | 9 558   | 5,53  | 2,0  | 0      | en stagnation |
|        | Option nationale        | 1 878   | 1,09  | Nv.  | 0      | -             |
|        | Autres                  | 4 872   | 2,82  | -    | 0      | -             |
| Total  | Total                   | 172 782 | 100   | -    | 5      | en stagnation |

### Saguenay–Lac-Saint-Jean(5 sièges)
| Circonscriptions | Député sortant | Député sortant     | Député gagnant     | Député gagnant     |
| ---------------- | -------------- | ------------------ | ------------------ | ------------------ |
| Chicoutimi       |                | Stéphane Bédard    | Stéphane Bédard    | Stéphane Bédard    |
| Dubuc            |                | Serge Simard       |                    | Jean-Marie Claveau |
| Jonquière        |                | Sylvain Gaudreault | Sylvain Gaudreault | Sylvain Gaudreault |
| Lac-Saint-Jean   |                | Alexandre Cloutier | Alexandre Cloutier | Alexandre Cloutier |
| Roberval         |                | Denis Trottier     | Denis Trottier     | Denis Trottier     |

| Partis | Partis                  | Votes   | %     | +/-  | Sièges | +/-           |
| ------ | ----------------------- | ------- | ----- | ---- | ------ | ------------- |
|        | Parti québécois         | 76 583  | 46,99 | 0,5  | 5      | 1             |
|        | Coalition avenir Québec | 38 278  | 23,49 | Nv.  | 0      | -             |
|        | Parti libéral du Québec | 37 265  | 22,86 | 15,5 | 0      | 1             |
|        | Québec solidaire        | 6 478   | 3,97  | 0,9  | 0      | en stagnation |
|        | Option nationale        | 2 260   | 1,39  | Nv.  | 0      | -             |
|        | Autres                  | 2 122   | 1,30  | -    | 0      | -             |
| Total  | Total                   | 162 986 | 100   | -    | 5      | en stagnation |